# けがれた英雄 〜邪淫聖女狩〜
『けがれた英雄 〜邪淫聖女狩〜』（けがれたえいゆう じゃいんせいじょがり）は、CLOCKUPから2002年9月13日に発売されたアダルトゲーム。
2005年6月24日には廉価版、2019年2月28日にはHDリマスター版がそれぞれ発売された。
内容は基本的に陵辱主体ながら展開によっては別の方向へ向かうこともある。

## ストーリー
数百年前、英雄は魔王を打ち倒し人々を守った。あるとき、魔族の生き残りが英雄の故郷の村を襲い、彼と近親相姦の関係にあった妹リルフィーナを殺した。英雄は魔王をよみがえらせた上でとどめを刺すため、魔族の先兵となり、不死身の力を得た。忠誠を誓うために両手に宿らせた魔物は、夜になると英雄の身体を乗っ取った。
それから何年か経ち、魔族は力を取り戻し、 騎士団の大半が対処に当たった隙をついて、皇女トリスティーナを生け贄としてさらおうとした。だが、城を覆う結界と、イリアを筆頭とする4人の守護者による警備の堅さによりうまくいかずにいた。
ある日、神父に扮した英雄が後宮に来た。魔王復活儀式までの3日間、英雄は破壊工作と、守護者の凌辱にいそしんだ。
イリアルート
神父はかつて優秀な騎士だった頃に妹であるイリアと肉体関係を結んでしまった過去があった。英雄はその記憶の影響を受けて両手の魔物を封じ、イリアと共にいずこへと逃げ去った。
アネイリンルート
英雄と出会ったアネイリンは彼の記憶を消し、両手の魔物も封じた。その後、二人は酒場を経営した。
マリカ&リリカルート
マリカとリリカは両手の魔物を封じ、英雄とともに三人で魔王を滅する伝説の剣を探し求めることにした。
紫ルート
紫は英雄の正体を見破るも、彼と共に魔道へと堕ちた。
クリオールルート
英雄は、クリオールの優しさに触れ、自ら両手の魔物を封じ、神父として余生を送ることにした。
トリスティーナルート
トリスティーナは城に魔族が攻め込んできたことを知り、英雄と共に逃げる。英雄の正体を知った彼女が自らの純潔を捧げたことにより、結果として魔王復活は阻止された。
クビワンルート
英雄は上司であるイナーシャとともに、計画を妨害する謎の白騎士を倒そうとして失敗した。謎の白騎士の正体はクビワンで、リルフィーナの幻影も彼女が関係していた。イナーシャは「自分がリルフィーナに魅了の魔法をかけ、英雄との近親相姦に持ち込ませた。この関係は周囲の知るところとなり、村人たちは英雄に協力する代わりにリルフィーナを犯し続けた。その後、イナーシャはリルフィーナが魔族の子を身ごもったと吹聴し、村人たちにリルフィーナを殺させた。」という事実を告げた。それを知った英雄とクビワンは二人でイナーシャに立ち向かい、後日、英雄とクビワンは復活した魔王に会いに行った。

## 登場キャラクター

### 主人公&メインヒロイン
ヒデオ（デフォルトネーム）
主人公。かつて勇者だったが何者かに最愛の妹リルフィーナを殺されその復讐で魔王を完全に滅ぼすため敵魔族に付く振りをする。右手と左手に監視用の魔物ゼトロ（通称赤手）とダムゼル（通称黒手）を住まわされている。そしてイリアの兄の肉体を借り聖都に潜り込むのだった。
ヒデオ本人も人間に対しては妹の事もあり、守る価値無しと思っているが展開によってはヒロインに心を開きヒロインと共に道を歩む事もありえる。
クビワン（デフォルトネーム）
声：大波こなみ
偶々ヒデオに助けられた少女でいつもおどおどしているが、助けてくれたお礼でどんな事でも従ってくれる少女。
クリオール
声：河合春華
ネコ耳メイド。亜人である為周囲から差別を受けているが挫けず笑顔を絶やさない女性。ただし彼女のルートと別のルートでは別の顔を見せることもありアネイリンルートの時は彼女を攻略することが不可能になる。
イリア・リゲット
声：大波こなみ
デメシア国最強の剣士で女性だけの騎士団、青薔薇騎士団剣士長。そして聖都を守護する四天王の一人で「衝撃使い」と異名をとる。重度のブラコンで過去に実の兄と肉体関係を結んでしまった過去を持つ。
無月紫（むつき ゆかり）
声：北都南
翡（ヒ）の国の守護者件巫女戦士首領にて巫女姫。言霊を操る四天王の一人。はるか昔ヒデオと共に魔王と戦った戦士で元々恋人同士だった。特殊な術を使い若さを保っている。
アネイリン
声：夏野向日葵
コンウォールの守護者にて翼を生やした褐色の魔法使い。精霊を使い幻惑・雷術・治療を得意とする四天王の一人。普段は色々な面であけすけで親友の紫の所に入り浸っているが、預言者でもあり神秘的な一面も持つ。
マリカ・リリーナ
声：海原エレナ
ミクラガルドの守護者でリリカと二人合わせて四天王を名乗る。主に攻撃魔法が得意だがムラも結構激しい。
リリカ・キアーナ
声：木葉楓
ミクラガルドの守護者でマリカと二人合わせて四天王を名乗る。主に防御魔法が得意。二人とも甘いもの好きで同級生のチェルシーとは仲がいい。
トリスティーナ・エルトルリーダ
声：長崎みなみ
四天王を統括する帝国の皇女。好奇心旺盛で従者のユーノを困らせている。

### サブヒロイン
イナーシャ
声：比未子
主人公直属の上司でサキュバス。トリスティーナを魔王復活の生贄に使うべくヒデオ等に命令を下している。淫魔だけあって想像を絶するほどのニンフォマニアにてサディストとマゾヒストの両面を持っている。そして人間にも化ける事ができ普段は淫蕩三昧の生活を送っている。同属から恐れられるほどの強者でもあり、普段の姿とは別に戦闘用形態をもっている。
キーン・ヒュー
声：北条明日香
イリア直属の部下で青薔薇騎士団副団長を務める。優秀な剣士でイリアのことを慕っているが、思い込みが激しく貴族以外を見下しがちな一面も持つ。この作品1.2を争うほどの爆乳で、昔男性騎士団から肉便器のような扱いを受けたことがあり過去によりかなり男性不信気味。
チェルシー・チェルト
声：ダイナマイト亜美
マリカ・リリカの親友。魔法というより父親が武術家な為格闘術を得意とする。最近男の子に興味がある。属性がロリ･膨乳に特化した少女である。
槐（えんじゅ）
声：薫娘
紫直属の巫女戦士。符術が使えるが字が汚いため紫からよく怒られる。窮地になると言葉が関西弁になる。仲間の巫女戦士に色々仕込まれた結果百合に目覚め、紫とはやんごとなき関係になる。
ハッカリー・ララクライ
声：武島あや
クリオールの友人であるメイド。ぼけっとしている所があるが、クリオールに対する偏見がない。
ジーナ
声：野神奈々
メイド。陽気で気さくだが淫乱で複数の男性と付き合っているのだが、魔族に対し諜報活動を行っている。
ユーナ・エリーナ
声：秋月桃子
騎士見習いの少女。兄も騎士なので自分もそれを目指す為に努力しているがかなりのドジっ娘でよく迷子になる。
ソフィア・マトラズ
声：春野萌
女性商人。夫の後を引き継ぎ商人になったが、夫に仕込まれた事から色欲に飢えている一面もある。